# Hans Freudenberg (Ingenieur)
Hans Freudenberg (* 29. März 1888 in Weinheim; † 2. Oktober 1966) war ein deutscher Ingenieur. Er war einer der herausragenden Ingenieure und Unternehmer der Familie Freudenberg (Unternehmensgruppe Freudenberg).
Er studierte Elektrotechnik in München und kam 1912 an die Technische Hochschule Karlsruhe. Nachdem er Assistent am Elektrotechnischen Institut gewesen war, trat er in die Lederfabrik seiner Vorfahren in Weinheim ein. Der TH Karlsruhe blieb er sein Leben lang verbunden. Er wurde 1925 Ehrensenator und 1948 wurde ihm von der damaligen Fakultät für Maschinenwesen die Würde eines Dr.-Ingenieurs verliehen in Anerkennung seine Verdienste um die Nutzung und fabrikatorische Verarbeitung von Kunststoffen für vielfältige, v. a. auch technische, Anwendungsgebiete und für seine Beratung und Unterstützung in Forschung und Lehre.
Im Zweiten Weltkrieg wurden die Technischen Hochschulen Karlsruhe und Stuttgart je etwa zur Hälfte zerstört und so wurde nach dem Krieg erwogen, die beiden zu vereinigen. Hans Freudenberg, der 1948 Vorsitzender der Karlsruher Hochschulvereinigung geworden war, setzte sich dafür ein, dass die Karlsruher Hochschule selbständig blieb und schnellstmöglich wiederaufgebaut wurde. Ihm lag das gesamte Hochschulwesen am Herzen, und er stand mit mehreren Hochschulen und Universitäten in Verbindung. So verlieh ihm auch die Technische Hochschule Hannover die Würde eines Ehrensenators. Weiter initiierte er die Gründung eines Studentenwohnheims in Karlsruhe, das noch heute seinen Namen trägt, das Hans-Freudenberg-Kolleg. 1953 wurde Freudenberg Ehrenbürger von Weinheim, und eine Schule wurde nach ihm benannt. Er gehörte dem Verein Deutscher Ingenieure (VDI) mit der Mitgliedsnummer 47618 an.